# Jonc
|  | No s'ha de confondre amb Jonc (embarcació). |

El jonc, junc o jonc boval (Scirpoides holoschoenus) és una planta de l'ordre dels poals present a zones humides. L'adjectiu «junciforme», fa referència a les herbes que s'assemblen al jonc, de manera que algunes incorporen aquest adjectiu en el nom popular que reben: per exemple, Allium schoenoprasum, rep el nom popular d'all junciforme a més del de cibulet.
Les tiges són toves i es poden esclafar entre els dits, les inflorescències tenen una forma esfèrica de color marró, es fan a sobre de peduncles cada un de diferent mida. Pot arribar a assolir altures de fins a 2 m. Viu a llocs embassats i prop de cursos d'aigua, fins als 2.000 metres d'altitud.
Les tiges de jonc han estat emprades, juntament amb les canyes o els vímets, per a fer cistells.

## Mata de jonc (metàfora)
La mata de jonc és una metàfora de la Crònica de Ramon Muntaner (1328), que expressa poèticament la força de la unió utilitzant aquesta espècie:
| « | I si algú em demana: "En Muntaner, quin és l'exemple de la de mata de jonc?", jo li respondré que la mata de jonc té una força que, si tota la mata lligueu ben fort amb una corda, i tota la voleu arrencar ensems, us dic que deu homes, per molt que estirin, no l'arrencaran, encara que alguns més s'hi posessin; i, si en traieu la corda, de jonc en jonc l'arrencarà tota un minyó de vuit anys, que ni un jonc no hi quedarà". | » |